# Anisagrion allopterum
Anisagrion allopterum – gatunek ważki z rodziny łątkowatych (Coenagrionidae). Występuje na terenie Ameryki Środkowej.